# Paulo Fernandes Viana
Paulo Fernandes Viana (Rio de Janeiro, 30 de maio de 1757 — Rio de Janeiro, 1 de maio de 1821) foi um magistrado brasileiro, membro da Ordem de Cristo, conselheiro do Paço de Lisboa.
Formado em direito pela Universidade de Coimbra, acompanhou a comitiva do príncipe regente Dom João na transferência da corte para o Brasil em 1808, diante da ameaça das forças militares do Imperador Napoleão Bonaparte que invadiam Portugal.
Foi designado pelo príncipe regente em 10 de maio daquele ano para o cargo de intendente-geral de Polícia da Corte e do Estado do Brasil, com funções equivalentes ao que seria hoje a soma de um prefeito com um secretário de Segurança Pública. 
Na chefia da Intendência Geral de Polícia instalou em junho de 1808 a Secretaria de Polícia num prédio do Campo de Santana, criando o embrião da futura Polícia Civil do Estado do Rio de Janeiro e no ano seguinte, a seu pedido, foi instituída por Decreto de D. João VI, de 13 de maio, a Divisão Militar da Guarda Real de Polícia, atual Polícia Militar do Estado do Rio de Janeiro.
Durante o seu tempo de Intendente-Geral, além de empenhar-se no policiamento da cidade e implantar, progressivamente, a polícia real em todo o reino, dedicou-se à segurança e vigilância da pessoa de D. João. Tinha a responsabilidade de policiar as ruas, expedir passaportes, vigiar os estrangeiros, fiscalizar as condições sanitárias dos depósitos de escravos e providenciar moradia para os novos habitantes que a cidade recebeu com a chegada da corte. Também se encarregou de aterrar pântanos, organizar o abastecimento de água e comida e a coleta de lixo e esgoto, calçar e iluminar as ruas usando lampiões a óleo de baleia, construir estradas, pontes, aquedutos, fontes, passeios e praças públicas, a construção do Real Teatro de São João, a promoção de festas populares e muitas outras realizações durante os seus treze anos como fiel servidor do rei e da nação. Era um dos mais influentes auxiliares de D. João, com quem tinha audiências a cada dois dias.
Vitimado pelas intrigas da Corte, foi demitido das funções por influência do príncipe D. Pedro e do seu protegido, o "Chalaça", em março de 1821, falecendo dois meses depois.

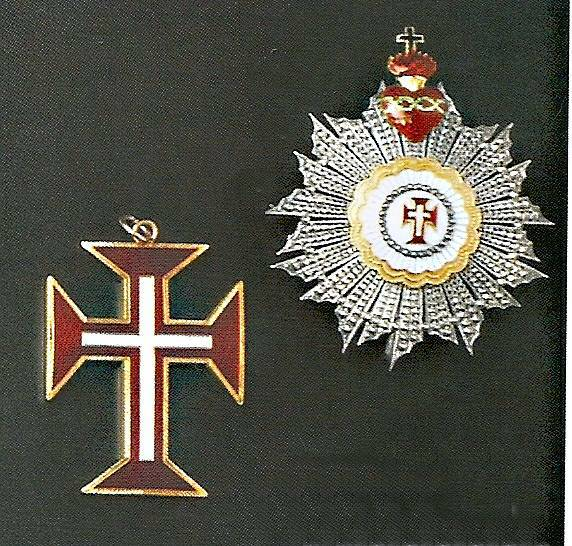
Comenda da Ordem de Cristo

Era descendente da fidalga família "Nascentes Pinto", fundadora da Irmandade e do Santuário de Santa Rita de Cássia, na cidade do Rio de Janeiro. Casou-se com D. Luísa Rosa da Costa Carneiro Leão, membro da mais abastada família carioca de seu tempo, filha do Coronel Braz Carneiro Leão e da primeira Baronesa de São Salvador de Campos. Foi pai dos futuros Conde de São Simão, Marqueza da Cunha e Duquesa de Caxias.
Após a sua morte, em 6 de janeiro de 1833, a sua filha Ana Luísa de Loreto Carneiro Viana, "Anica", de 16 anos, casou-se com o major Luís Alves de Lima e Silva, de 29 anos (filho do marechal Francisco de Lima e Silva) e que anos mais tarde se tornaria o duque de Caxias, herói brasileiro e patrono do Exército..
O Decreto nº 3.410, de 16 de abril de 1999, do Governador do estado do Pará, declarou o ex-Intendente Geral de Polícia da Corte e do Estado do Brasil, Paulo Fernandes Viana, patrono cívico da Polícia Civil do Estado do Pará. Para homenagear a sua ilustre memória foi escolhida a data de 21 de abril, dedicada às festividades cívicas alusivas.